# Empire of Steel
Empire of Steel (ou Steel Empire aux États-Unis) est un jeu vidéo de shoot them up sorti en 1992 sur Mega Drive. Le jeu a été développé par Hot-B puis édité par Flying Edge.

## Système de jeu
Empire of Steel est un shoot them up à scrolling horizontal, qui propose au joueur de piloter au choix deux appareils différents : Un biplan et un zeppelin. Les deux appareils possèdent des caractéristiques propres. Si le biplan est plus maniable et plus petit, il possède une moindre puissance de feu, ainsi qu'un faible blindage. Le zeppelin quant à lui est mieux protégé des attaques ennemies et fait preuve d'une plus grande puissance de feu, mais reste moins maniable et surtout plus imposant à l'écran, ce qui augmente naturellement sa zone de collision. Les deux appareils permettent donc une expérience de jeu ainsi qu'une stratégie de jeu différente.
Le joueur possède plusieurs vies pour parcourir le jeu.
Les vaisseaux ne sont pas destructibles au premier contact ennemi, mais possèdent une jauge de blindage qui permet au joueur de subir des dégâts avant de perdre une vie.
Les deux appareils peuvent être upgradés via l'obtention de médailles libérées par les ennemis détruits. Chacun des aéroplanes possède ses upgrades propres : des bombes lâchées vers le bas pour le biplan, des bombes à hélice projetées vers le haut pour le zeppelin. Chaque appareil peut aussi augmenter progressivement le nombre et l'intensité de ses tirs.
Il est aussi possible de déclencher une attaque dévastatrice, disponible en nombre limité, qui libère l'écran de jeu du moindre ennemi, excepté les boss.
Les boss ont la particularité de ne pas être destructibles d'un bloc, mais articulés en différentes parties qu'il faut abattre une par une, et recouverts souvent de tourelles de défense. Chaque étape amène parfois une nouvelle mutation du boss, ainsi qu'un nouveau type d'attaque à éviter.
Certains niveaux sont des progressions à travers des forteresses volantes surprotégées, propres à l'univers steam punk du jeu. On dénombre d'ailleurs un grand nombre de types d'ennemis différents, l'imagination des développeurs ayant été plus que prolifique dans l'univers steam punk.
Un des aspects notables du jeu est de proposer des phases d'accélération, ainsi que des changements subits de scrolling ou le but est plus d'esquiver des éléments de décors que de supprimer des vagues d'aéronefs. Le contact avec le décor, même s'il reste très dangereux, n'est pas directement mortel. Il en ressort néanmoins un grand stress ressenti par le joueur, qui rend ces phases de jeu mémorables.
Le jeu sera réédité le 23 janvier 2024 sur Nintendo Switch par ININ Games, avec des graphismes et des contrôles améliorés.

## Accueil
| Empire of Steel          |      |       |
| Média                    | Pays | Notes |
| Sur Mega-Drive (1992)    |      |       |
| Computer and Video Games | US   | 90 %  |
| Consoles +               | US   | 82 %  |
| Famitsu                  | JAP  | 26/40 |
| Joystick                 | FR   | 72 %  |
| Sur GBA (2004)           |      |       |
| Famitsu                  | JAP  | 26/40 |
| Jeuxvideo.com            | FR   | 15/20 |